# Micropterix osthelderi
Micropterix osthelderi és una espècie d'arna de la família Micropterigidae. Va ser descrita per Heath, l'any 1975.
Aquesta espècie es pot trobar a Itàlia, Alemanya, Àustria, Txèquia, Suïssa, Polònia i Dinamarca.
Té una envergadura d'uns 4.7mm els mascles i 5–5.6 mm les femelles.